# 高松市道瓦町松島線
高松市道瓦町松島線（たかまつしどうかわらまちまつしません）は、香川県高松市塩上町一丁目から高松市松島町二丁目へ至る市道である。路線番号はA0449。

## 概要
- ことでん瓦町駅東口を起点に塩上町の中心、松島町及び多賀町の境を経由して都市計画道路福岡多肥上町線へ抜ける歩道付き2車線の街路である。
- 沿線は高松市中心部に外縁に広がる閑静な住宅地であり、香川県立高松商業高等学校、高松市立高松第一小学校・中学校や高松市民文化センターなどの文教施設、香川県高松合同庁舎や高松第2地方合同庁舎などの行政施設が立地する一帯である。
- 瓦町駅東口は瓦町駅東再開発地区に指定されており、当市道部分においては起点付近に面積3900m2の瓦町駅東地区駅前広場が整備される予定である[3]。

## 路線データ
- 本線（Google マップ）
  - 起点：香川県高松市塩上町一丁目1番地3[1]
  - 終点：香川県高松市松島町二丁目18番地12[2]
- 総延長：1.2km
- 実延長：総延長に同じ（被重複区間なし）
- 幅員：15m
- 車線数：2車線
- 最高速度：km/h

通行の運用上や都市計画道路として指定されているのは都市計画道路福岡多肥上町線との交点までであるが、市道としての終点は約50mほど東進したところで突き当たる御坊川に沿った市道福岡町46号線との交点である。

## 都市計画道路指定
当市道は大部分が都市計画道路に指定されており、指定名は市道名と同じく瓦町松島線。（都）瓦町松島線は当市道のうち、起点-都市計画道路福岡多肥上町線からなる。1946年6月5日、戦災復興院告示第39号により指定。車線数・名称の変更などを除く最終決定日は1998年7月10日。最終告示は、2004年5月17日の高松市告示第325号。
都市計画道路瓦町松島線
- 指定部分：全線
- 路線番号：3・5・126
- 指定日：1946年6月5日

## 沿線施設
- ことでん瓦町駅
- コトデン瓦町ビル（瓦町FLAG）
- 高松琴平電気鉄道運輸部
- 戸田建設四国支店
- 高松フェネラルホール
- 高松親和会本部
- 多賀神社
- 香川県立高松商業高等学校
- 高松市松島公園
- 高松第一小・中学校（高松第一学園）

## 重複区間
なし

## 通過する自治体
- 香川県高松市

## 交差・接続している道路
| 接続する道路 南← ＜市道瓦町松島線＞ →北 | 接続する道路 南← ＜市道瓦町松島線＞ →北 | 交差点         | 交差点 |
| --------------------------------------- | --------------------------------------- | -------------- | ------ |
| ↑ことでん瓦町駅東口（琴平線・長尾線）   |                                         |                |        |
| 市道塩上栗林線                          | -                                       |                | 高松市 |
| 県道160号高松港栗林公園線               | 県道160号高松港栗林公園線               | 塩上町一丁目   | 高松市 |
| -                                       | ＜旧長尾街道＞ 市道亀井町2号線          |                | 高松市 |
| 市道多賀町藤塚町線                      | 市道東浜港多賀線                        |                | 高松市 |
| ＜旧長尾街道＞ 市道東浜港多賀線         | 市道東浜港多賀線                        |                | 高松市 |
| 杣場川                                  | 杣場川                                  | （暗渠）       | 高松市 |
| 市道朝日町仏生山線                      | 市道朝日町仏生山線                      | 高松商業高校東 | 高松市 |
| 都市計画道路福岡多肥上町線              | 都市計画道路福岡多肥上町線              | 多賀橋北       | 高松市 |
| 市道福岡町46号線                        |                                         |                | 高松市 |